# Korintska liga
Korintska liga ili Grčki savez je bila federacija starogrčkih polisa koju je u zimu 338./337. pr. Kr. osnovao makedonski kralj Filip II. Članovi saveza su imali pravo zadržati vlastite ustave, ali su s druge strane bili dužni spriječiti svaki čin agresije, odnosno davati određeni broj vojnika u zajedničku stalnu vojsku, razmjerno vlastitoj veličini. Savez je imao zajedničku skupštinu (sinedrij) koji se sastajao u Korintu. Filipa II. odmah je po osnivanju sinedrija imenovan zapovjednikom vojske.
Jedan od razloga osnivanja Korintske lige bilo je nastojanje Filipa II. da si osigura saveznike pred predstojeći pohod na Perzijsko Carstvo, s kojim je u doba kralja Artakserksa III. došao u sukob zbog perzijske pomoći gradu Perintu na trakijskoj obali. U svrhu ujedinjenja grčkih saveznika, Filip II. je kao razlog za pohod naveo odmazdu za pustošenja koje su Perzijanci počinili 480. pr. Kr. po Grčkoj za vrijeme grčko-perzijskih ratova.
S druge strane, Filipu II. savez je također služio i kao sredstvo održavanja makedonske hegemonije nad Grčkom, uspostavljene nakon što su u bitci kod Heroneje poraženi njegovi glavni suparnici Atena i Teba. Savez je tako Filipu dozvolio da drži makedonske garnizone u Korintu, Tebi i Ambrakiji. Jedini polis koji nije pristao ući u savez te tako očuvao nezavisnost bila je Sparta.
Nakon Filipove smrti dio članica korintske lige se je pobunio, ali je tu pobunu surovo ugušio Aleksandar Makedonski, pa je Korintska liga sudjelovala u njegovom pohodu na Aziju.

## Vanjske poveznice
- Korintska liga (Livius.org)  Arhivirana inačica izvorne stranice od 14. svibnja 2011. (Wayback Machine)